# ТАН (телеканал)

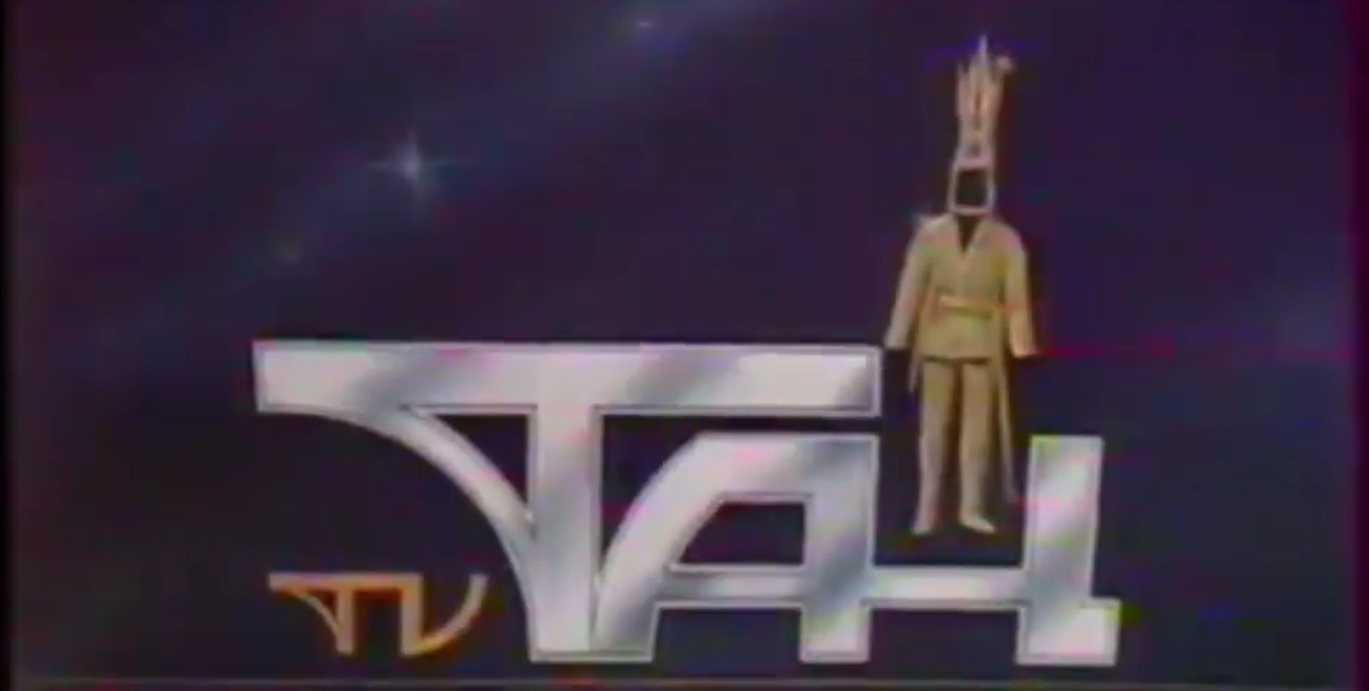
Заставка телеканала ТАН 1993 года

ТАН — развлекательный казахстанский телеканал, основан в 1991 году, круглосуточно вещал из города Алматы. Прекратил вещание 1 октября 2021 года
.

## История
- 1 марта 1991 года — состоялся первый эфир телекомпании. Первым руководителем была Лейла Бекетова-Храпунова. Основные доходы телекомпании поступали за счёт частных объявлений. Журналистами на телеканале работали Айдар Жумабаев, Галина Пак, Марат Асипов, Биржан Салимбаев, Аскар Алимжанов, Ержан Барманкулов. Телекомпания ТАН явилась первой на постсоветском пространстве телекомпанией, учрежденной без участия государства, исключительно на основе частного капитала.
- В 1992-м году телекомпания меняет название на ТАN-PLUS TV. В 1992 году совместно с президентом Турецкой Телекомпании CANAL 6, Ахметом Озалом, Лейла Бекетова создает совместную TAN-Plus TV Company.
- В 1999-м году телеканал возглавил Бахытжан Кетебаев. Со сменой руководителя изменилась информационная политика компании. Главенствующую роль в телевизионной сетке компании стали играть новости.
- 29 марта 2002 года — вещание канала прервано по техническим причинам. На частоте канала вещается канал MTV Россия
- 16 сентября 2002 года — смена владельца телекомпании «ТАН», им стал Арманжан Байтасов, в то время владелец медиахолдинг 31 канал. Новым руководителем стал Ержан Байтасов. Была утверждена новая концепция ТРК «ТАН», возобновилось производство собственных программ. До 2015 года руководство канала несколько раз менялось. Возглавляли компанию в разное время — Данияр Рымжанов, Жулдыз Каден, Олег Абдулкабиров.
- В ноябре 2015 года телеканал был продан Арманжаном Байтасовым.
- В 2015 году пост генерального директора ТРК «ТАН» заняла Аида Татаева. Покинула канал в сентябре 2019 года.
- 15 ноября 2015 года телеканал начал вещание под новым брендом ON TV (ОҢ ТВ)[1].
- 1 декабря 2018 года телеканал вернул прежнее название ТАН (TAN)
- В 2022 году компания начала процедуру банкротства. Управляющей назначили Суюмжан Наганбаеву.
- 24 марта 2023 Телерадиокомпания «ТАН» проходит процедуру банкротства и распродаёт своё имущество в Алматы. На сайте электронных торгов появился лот о продаже оборудования канала.  В списке в основном оборудование для съёмки и вещания: микрофоны, серверы, настольные ПК и ноутбуки, телевизоры, программное обеспечение, колонки, стойки, источники бесперебойного питания, камеры, освещение и многое другое.  Торги на повышение начнутся 28 марта. Стартовая цена – 11,8 млн тенге. Реальную стоимость оборудования оценили в 15,7 млн тенге. Так завершается история одного из старейших казахстанских СМИ. 3 марта 2023 года прошло собрание кредиторов канала – ТОО «Специальная финансовая компания DSFK» и АО «Алма Телекоммуникейшн Казахстан». Там утвердили план продажи имущества ТРК. В случае, если продать его на портале Е-аукцион не удастся, лот выставят повторно, но дешевле.  Развлекательный казахстанский телеканал «ТАН» был основан в Алматы в 1990 году. Работавший с 1991 года, он прекратил вещание в октябре 2021 года.  1 марта 1991 года состоялся первый эфир телекомпании. Первым руководителем была Лейла Храпунова, супруга осуждённого в Казахстане экс-акима Алматы Виктора Храпунова. Основные доходы телекомпании поступали за счёт частных объявлений. Журналистами на телеканале работали Айдар Жумабаев, Галина Пак, Марат Асипов, Биржан Салимбаев, Аскар Алимжанов, Ержан Барманкулов. «ТАН» был первой на постсоветском пространстве телекомпанией, учрежденной без участия государства, исключительно на основе частного капитала.

## История канала
Телекомпания ТАН
1 марта 1991 года Телекомпания ТАН начала трансляцию первых своих передач для жителей города Алматы и Алматинской области.
В 1991 году Лейла Бекетова взяла лизинговый кредит в «Казкомстройбанке» в размере 10000 рублей для приобретения профессионального телевизионного оборудования Super VHS в Санкт-Петербурге.
Художественным руководителем Телекомпании ТАН в 1991 году стал Ануарбек Турлыбекович Алимжанов — советский и казахский писатель, известный публицист, общественный деятель, президент Ассоциации коммерческого телевидения и радиовещания Казахской ССР с марта по октябрь 1991 года.
Телекомпания ТАN-PLUS
Трансляция канала проходила в Алматы в дециметровом диапазоне на чистоте 41. Канал "ТАН" появился в эфире вторым в Алматы, через месяц после КТК. Первые трансляции начинались в 18.00 с заставки "Шахматное поле"
После показывали разные иностранные фильмы, мультфильмы, обычно по 1, 2 фильма за вечер. Была передача про фильмы с заставкой с нарезкой с фильмов и музыкой от Майкла Джексона , ведущий "рыжий мужчина в затемненных очках" рассказывал про фильм, который будут показывать. В 1992 м году была трансляция фильма в "Терминатор 2". Также с 1992-1993 г была передача хит парад видео клипов MTV c ведущим в эфире.
В то же время с 1992—1994г была ретрансляция музыкального канала "CHANNEL V" (заменивший МТV Asia) в сетке канала ТАН.
На тот момент приходилось покупать приставку для просмотра каналов в Дециметровых волнах на старые советские телевизоры. Новые модели телевизоров уже имели встроенный диапазон (телевизоры ЧАЙКА-Ц280Д, ТЕМП-Ц280Д)
1992—2002
В 1992 году совместно с президентом Турецкой Телекомпании CANAL 6, Ахметом Озалом, Лейла Бекетова создала совместную TAN-Plus TV Company.
С 1998 по 2001 год ретранслировали МTV Russia, передачи "Shit Parade" в которых часто занимали первые места Казахстанские исполнители Кирилл Ли, Такежан. За счет этого они стали известны на всю Россию.
2002—2021
29 марта 2002 года — вещание канала прервано по техническим причинам. ТАН резко критиковал правительство страны и симпатизировал альтернативным к власти политическим силам (в частности, объединению ДВК — «Демократический выбор Казахстана»).
Независимая позиция журналистов и передач сразу же создала для телеканала множество проблем. Так, в ночь на 29 марта 2002 года из снайперской винтовки разрывными пулями было расстреляно антенно-фидерное устройство телестанции «Тан», установленное на алма-атинской телевышке (на высоте 40 метров над землей. Экспертиза показала, что стреляли из оружия, находящегося на вооружении спецназа, но дело было возбуждено по статье «Хулиганство» (хотя и расположение ретранслятора, и наличие охраны на территории телевышки исключали вероятность случайности или хулиганства). Позже телеканал «Тан» под давлением был передан новым собственникам, а формат канала изменился с информационно-аналитического на музыкально-развлекательный.
В 2002 году в телекомпании «Тан» произошло знаменательное событие. 16-го сентября 2002 года, в результате совершенной сделки купли-продажи, владельцем телекомпании «ТАН» стал Арманжан Байтасов, в то время владелец медиа-холдинга «31-й канал». Телекомпанию возглавил брат Арманжана - Ержан Байтасов. Была утверждена новая концепция ТРК «ТАН», как городского алма-атинского телевидения, восстановилось прерванное на полгода телевещание, был сохранен творческий коллектив, и возобновилось производство собственных программ. 
В 2008 году офис ТРК «ТАН» переехал в отдельное пятиэтажное здание, расположенное по адресу улица Улугбека, 40б, построенное за счет вырубки деревьев зеленой зоны. Осенью в 2008 году телеканал «Тан» сменил эфирное оформление. Программа «Новости» была переименована в «Центр».
С августа 2015 года началась работа по ребрендингу и рестайлингу телеканала, «ТАН», был переформатирован в развлекательный «TAN» — в основе контента канала — художественные фильмы казахстанского, российского и мирового кинематографа, популярные телесериалы, документальные фильмы, мультсериалы и полнометражные анимационные фильмы, а также различные развлекательные передачи собственного производства. «TAN» — частный казахстанский телеканал. До 15 ноября 2015 года телеканал был известен под названием «ТАН». В целях усиления позиций телеканала на казахстанском телевизионном рынке, в августе 2015 года телеканал «ТАН», сделал ребрендинг в развлекательный TAN.
15 ноября 2015 года телеканал начал вещание под новым брендом ON TV (ОҢ ТВ) «ON TV» Формат телеканал кардинально поменял формат вещания, с 2015 года канал имеет эксклюзивные права на трансляцию матчей Лиги чемпионов УЕФА и Лиги Европы УЕФА на территории Казахстана на три года: сезоны 2015/2016, 2016/2017, 2017/2018. По данным TNS Gallup Media Asia техническое проникновение телеканала «ON TV» в 2015 году составило 64 % территории Республики Казахстан. Эфирное аналоговое вещание: Алматы, Шымкент, Темиртау, Рудный, Кентау, Петропавловск, Туркестан, Талгар, Державинск. Эфирное цифровое телевидение: вся территория Республики Казахстан.
С 9 октября 2017 по 30 ноября 2018 ON!Пятница
1 декабря 2018 года телеканал вернул прежнее название ТАН (TAN). На канале в основном транслируются программы познавательного плана.

## Вещание
Телеканал «TAN» вещал на всей территории Казахстана посредством цифрового тв на платформе OTAU TV, в кабельной сети АлмаТВ и в «iDTV» (ТОО «ALACAST» и ТОО "Aziacell).